# Цистоідеї
Цистоідеї (Cystoidea) — викопний клас голкошкірих.

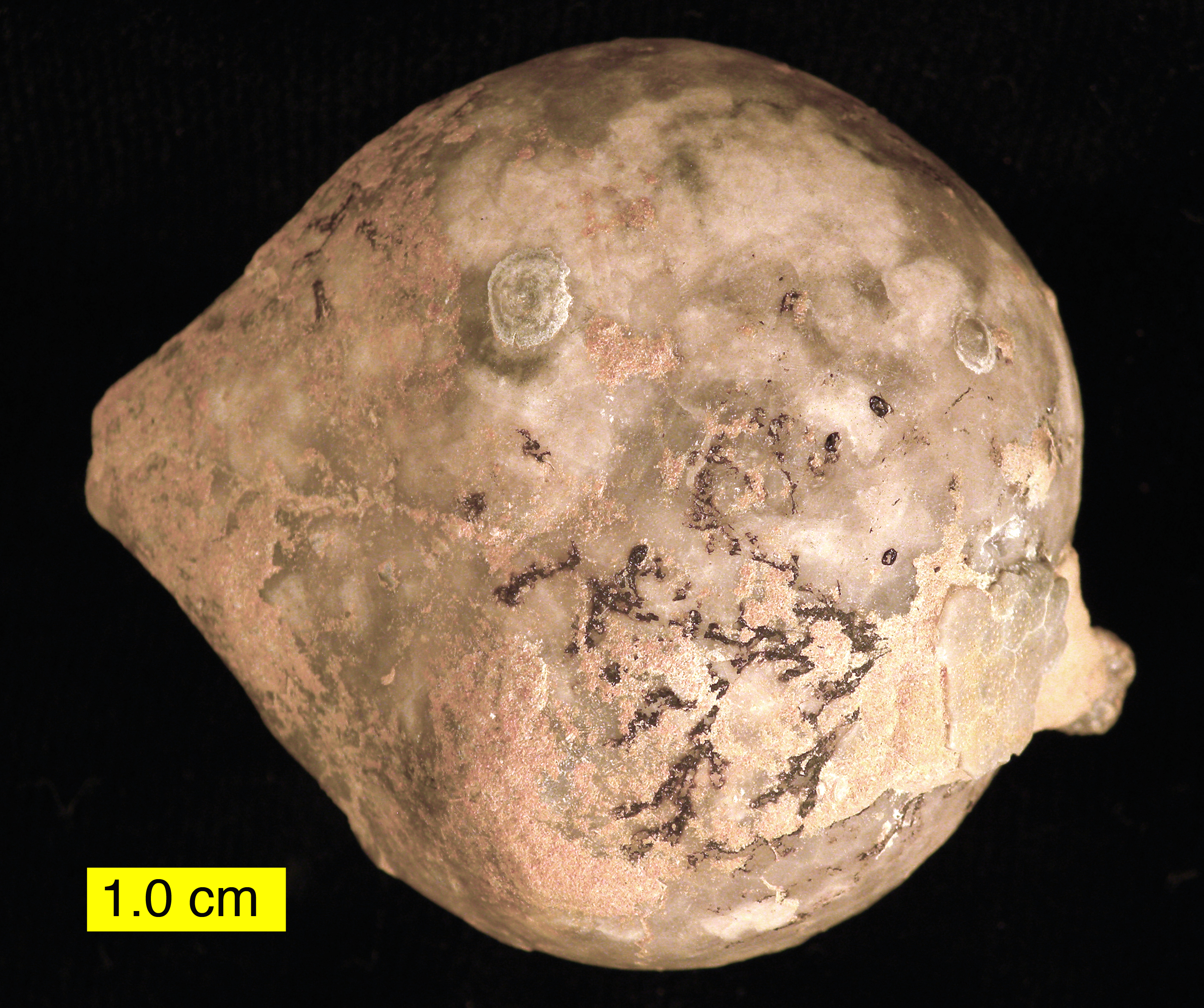
Середньоордовицький шаровик Echinosphaerites aurantium, Естонія. Темні гілки — граптоліт.

Відомі з ордовика. Вимерли, за різними даними, у кам'яновугільному або у пермському періоді. Від інших голкошкірих відрізняються наявністю у панцирі порових отворів трикутної форми.
Зовні нагадували морських лілій, із тією різницею, що тіло було овальним, а не у формі чаші. Ротовий отвір був розташований на верхньому кінці тіла. Нижнім кінцем тіла шаровики кріпилися до морського дна, часто за допомогою стеблинок. Анальний отвір відкривався убік. Поверхня тіла ділилася на п'ять, рідше на три амбулакральні області, які сходилися до рота. Деяка кількість невеликих щупалець або оточували рот, або розташовувалися рядами по тілу, в залежності від виду. Порові отвори служили, швидше за все, для циркуляції води, щоб забезпечити дихання. В одних видів вони зосереджені в певній ділянці, тоді як в інших розподілені по всій поверхні тіла.